# Lawrence C. Washington
Pour les articles homonymes, voir Washington.
Lawrence Clinton Washington (né en 1951, Vermont) est un mathématicien américain de l'Université du Maryland, spécialisé en théorie des nombres.

## Biographie
Washington étudie à l'Université Johns-Hopkins, où en 1971 il obtient son BA et sa maîtrise. En 1974, il obtient son doctorat à l'Université de Princeton sous Kenkichi Iwasawa avec sa thèse Class numbers and {\displaystyle Z_{p}} extensions . Il devient ensuite professeur assistant à l'université Stanford et à partir de 1977 à l'université du Maryland, où il devient en 1981 professeur associé et en 1986 professeur. Il occupe des postes de visiteur dans plusieurs institutions, dont l'IHES (1980/81), au Max-Planck-Institut für Mathematik (1984), Institute for Advanced Study (1996) au MSRI (1986/87), ainsi qu'à l'Université de Pérouse, l'Université de Nankai et l'Université d'État de Campinas.
Washington écrit un ouvrage important sur les corps cyclotomiques. Il travaille également sur les fonctions L p-adiques. Il écrit un traité avec Allan Adler sur leur découverte d'un lien entre les analogues de dimensions supérieures des carrés magiques et les fonctions L p-adiques. Washington réalise d'importants travaux sur la théorie d'Iwasawa, l'heuristique de Cohen-Lenstra, les courbes elliptiques et leurs applications à la cryptographie.
En théorie d'Iwasawa, il prouve avec Bruce Ferrero en 1979 une conjecture de Kenkichi Iwasawa, qui énonce que le {\displaystyle \mu }-l'invariant s'annule pour les Z p-extensions cyclotomiques des corps de nombres abéliens (Théorème de Ferrero-Washington).
Plus récemment, Washington a publié sur la dynamique arithmétique, les sommes des puissances des nombres premiers et les invariants d'Iwasawa des extensions Z p non cyclotomiques.

## Œuvres
- Introduction to Cyclotomic Fields, Graduate Texts in Mathematics, Springer, 1982, 2nd edn. 1996
- Galois Cohomology in Cornell, Silverman, Stevens (eds.): Modular forms and Fermat's Last Theorem, Springer, 1997
- Elliptic Curves: Number theory  and cryptography, CRC Press, 2003, 2nd edn. 2008
- with James Kraft: An Introduction to Number Theory with Cryptography, CRC Press, 2003, 2nd edn.
- with Wade Trappe: Introduction to Cryptography and Coding Theory, Prentice-Hall, 2002, 2nd edn. 2005